# Monasterio de Pombeiro

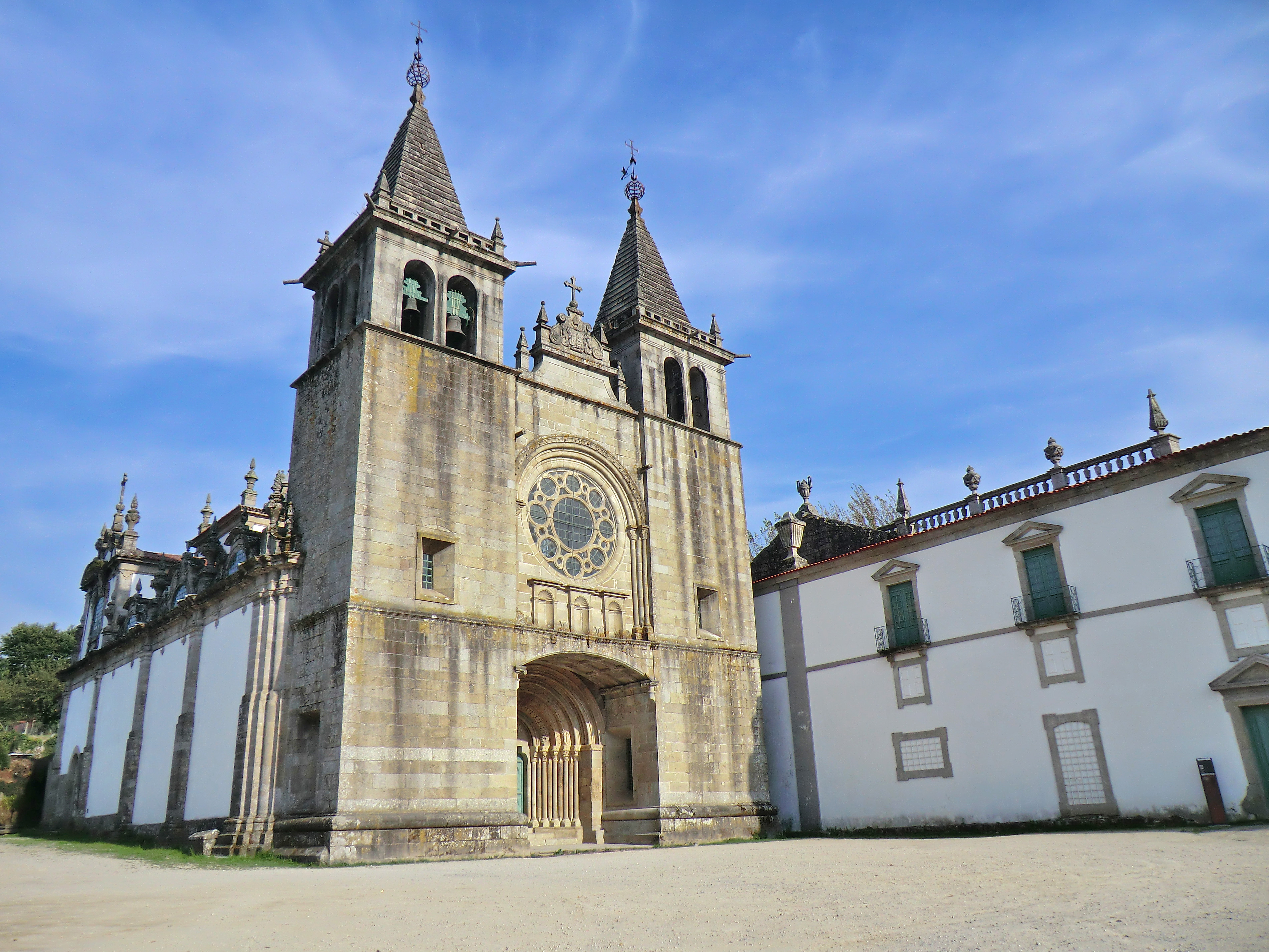
Entrada a la iglesia.

El monasterio de Pombeiro es un conjunto religioso de origen románico situado en Pombeiro de Ribavizela (Felgueiras, Portugal). Desde 1910 está clasificado como monumento nacional, además de formar parte de la Ruta del Románico del valle del Sousa.

## Historia y arquitectura
Datable desde el año 853, se trata de una de las muestras más antiguas de monasterio cristiano en Portugal. De esa época no se conserva ningún resto, aunque se especula que se trató de una edificación modesta y probablemente vinculada al Reino de Asturias. Las tierras del monasterio se transfirieron en 1041 y comenzó a levantarse en 1059 en su lugar actual, aunque tampoco queda nada de la fábrica construida entonces. En la primera década del siglo XII comenzó a definirse el proyecto románico al amparo de la familia Sousões de Ribavizela. De ese entonces data la iglesia de cuerpo tripartito con cuatro tramos, transepto, estructura de cubrición de madera y tres ábsides abovedados. Dicha iglesia puede datarse a mediados del XII o a comienzos del XIII; la zona sur del transepto conserva una inscripción que lo fecha en 1199. Posteriormente la fábrica sufrió numerosas modificaciones, destacándose de la arquitectura románica que nos ha llegado el portal, decorado con motivos vegetales. Más tarde se añadió un nártex que sirvió de lugar de enterramiento nobiliar.
A partir del siglo XVI el monasterio sufrió enormes transformaciones, especialmente en la época barroca. En 1702 se construyó una de las alas del claustro, y en diferentes momentos del mismo siglo se construyeron una nueva capilla, el coro alto, el órgano y numerosos relieves y tallas en dorado, así como las dos torres que flanquean los pies de la iglesia. A comienzos del siglo XIX se replanteó todo el claustro de acuerdo con una concepción neoclásica, que no fue llevado a cabo debido a la prohibición en Portugal de las órdenes religiosas entrado el XIX. Ya mediado el siglo XX comenzó la restauración del conjunto arquitectónico.